# Обухов, Виктор Тимофеевич
Виктор Тимофеевич Обухов (22 марта (3 апреля) 1898 года, станица Никольская, Оренбургский уезд, Оренбургская губерния, ныне село Никольское, Оренбургский район, Оренбургская область — 26 ноября 1975 года, Москва) — советский военачальник, генерал-полковник танковых войск (8 августа 1955 года). Герой Советского Союза (4 июля 1944 года).

## Начальная биография
Родился 22 марта (3 апреля) 1898 года в станице Никольская Оренбургского уезда Оренбургской губернии, ныне село Никольское Оренбургского района Оренбургской области. Кроме него у отца-казака было ещё два сына и две дочери. Отец работал в кредитном товариществе станицы.
В 1914 году окончил сельхозучилище, после чего работал на волжских причалах и Самарском лесопильном заводе грузчиком.

## Военная служба

### Гражданская война
В январе 1918 года вступил в ряды Красной Гвардии, после чего служил рядовым и командиром взвода Оренбургского красногвардейского отряда.
В мае 1918 года был призван в ряды РККА и направлен в Оренбургский трудовой казачий полк Восточного фронта, где служил на должностях младшего командира, командира взвода и помощник командира сотни. В 1918 году вступил в ВКП(б).
В феврале 1919 года был направлен на учёбу на Военно-политические курсы при 1-й армии Восточного фронта, дислоцированных в Оренбурге и Сызрани. После окончания курсов с мая 1919 года служил на должностях инструктора политического отдела и помощника военкома Южной группы войск Уральского фронта. Принимал участие в боевых действиях против войск под командованием адмирала А. В. Колчака на стерлитамакском и оренбургском направлениях.
В июле 1919 года был направлен на учёбу на 1-е Московские советские кавалерийские курсы, после окончания которых там же исполнял должности курсового командира и помощника командира эскадрона.
В феврале 1920 года Обухов стал делегатом на 1-м Всероссийском съезде трудового казачества.
В марте 1920 года был назначен на должность коменданта агитационно-инструкторского поезда ВЦИК «Красный казак», принимавшего участие в боевых действиях на Южном фронте, однако в том же месяце тяжело заболел и находился на излечении в военной клинике в Петрограде, после чего в сентябре направлен на Туркестанский фронт, где был назначен на должность командира 15-го кавалерийского полка, преобразованного в мае 1921 года в 18-й. В марте 1922 года — был назначен на должность командира эскадрона 13-го кавалерийского полка. В составе этих частей принимал участие в боевых действиях против басмачества. За умелые действия во время Бухарской операции получил именной маузер лично от М. В. Фрунзе.

### Межвоенное время
С октября 1922 года находился на лечении в госпитале в Петрограде, и после излечения был направлен на учёбу в Высшую кавалерийскую школу РККА, по окончании которой в сентябре 1924 года был направлен на Туркестанский фронт, где был назначен на должность командира 1-го кавалерийского полка (1-я кавалерийская бригада), в январе 1925 года — на должность командира и военкома 79-го кавалерийского полка (7-я кавалерийская бригада, Среднеазиатский военный округ), а в декабре 1926 года — на должность командира и военкома Узбекского кавалерийского полка, дислоцированного в Самарканде. С октября 1924 по декабрь 1926 года принимал участие в боевых действиях против басмачества в Восточной Бухаре, а с 1927 года — в боевых действиях в Хиве. В феврале 1928 года был награждён орденом Трудового Красного Знамени Узбекской ССР.
В ноябре 1928 года был направлен на учёбу на кавалерийские курсы усовершенствования командного состава РККА в Новочеркасске, по окончании которых в июле 1929 года был назначен на должность командира и комиссара 8-го кавалерийского полка (2-я кавалерийская дивизия, Украинский военный округ).
В апреле 1931 года был направлен на учёбу в Военную академию имени М. В. Фрунзе, после окончания которой с апреля 1934 года состоял в распоряжении Разведывательного управления РККА, а с 1935 по 1937 годы находился в специальной командировке в Китае в качестве военного советника.
После возвращения из командировки в сентябре 1937 года был назначен на должность помощника, а затем — на должность старшего помощника инспектора Инспекции кавалерии РККА, в мае 1939 года — на должность офицера оперативного отдела штаба 1-й армейской группы, а в июле — на должность инспектора кавалерии фронтовой группы Дальнего Востока, в этой должности участвовал в боевых действиях на Халхин-Голе.
В декабре 1939 года назначен на должность начальника Военного кавалерийского училища в Борисов, которое в начале 1941 года было преобразовано в танковое.
В марте 1941 года назначен на должность командира 26-й танковой дивизии (20-й механизированный корпус, Западный военный округ, дислоцированной в районе посёлка Пуховичи (ныне — город Марьина Горка).

### Великая Отечественная война
В первый день войны дивизия под командованием В. Обухова в составе корпуса выступила в направлении Волковыск — Белосток и с выходом в район Миргородище и Городея получила приказ занять оборону по старой государственной границе в районе Негорелое — Столбцы — Городея — Несвиж, где в течение четырёх дней вела тяжёлые оборонительные бои против 3-й танковой группы противника, прикрывая минское направление, но из-за прорыва обороны противником дивизия была вынуждена отступать на Минск и далее на реку Березина. С 28 июня дивизия несколько дней вела боевые действия в окружении западнее города в районе Нелибокской пущи. Находясь в окружении, дивизия отходила за Березину, а затем за Днепр на могилёвском направлении. В ходе боевых действий в районе городов Кричев и Пропойск на реке Сож были израсходованы все горючее и боеприпасы, в результате чего Обухов принял решение об уничтожении боевой техники и автотранспорта и переходе линии фронта, которую дивизия перешла лишь сентябре на территорию Брянской области.
После выхода из окружения, 11 сентября 1941 года был назначен на должность заместителя генерал-инспектора кавалерии РККА, находясь на которой руководил формированием кавалерийских соединений, а также неоднократно выезжал на фронт.
2 марта 1943 года был назначен на должность заместителя командующего 4-й танковой армией, находившейся на формировании под Москвой, а в мае 1943 года — на должность командира 3-го гвардейского механизированного корпуса, который принимал участие в ходе Белгородско-Харьковской наступательной операции, освобождении городов Хорол, Золотоноша и форсировании рек Псёл, Хорол и Днепр. В июне 1944 года корпус под командованием Обухова был включён в состав конно-механизированной группы генерала Н. С. Осликовского, после чего участвовал в ходе Витебско-Оршанской наступательной операции, при форсировании Березины, захвате и удержании плацдарма на ней, а также при освобождении городов Сенно и Лепель.
Указом Президиума Верховного Совета СССР от 4 июля 1944 года за умелое командование мехкорпусом и проявленные мужество и героизм гвардии генерал-лейтенанту танковых войск Виктору Тимофеевичу Обухову присвоено звание Героя Советского Союза с вручением ордена Ленина и медали «Золотая Звезда».
Вскоре корпус принимал участие в ходе Белорусской и Прибалтийской наступательных операциях, освобождении городов Вилейка, Сморгонь, Молодечно, Вильнюс, Шяуляй, Елгава и других, а также при уничтожении курляндской группировки противника.
В июне 1945 года 3-й гвардейский механизированный корпус был выведен в резерв Ставки ВГК, а затем был передислоцирован на Дальний Восток, где в ходе советско-японской войны участвовал в ходе Маньчжурской наступательной операции.

### Послевоенная карьера

Могила Обухова на Новодевичьем кладбище Москвы.

3-й гвардейский механизированный корпус в ноябре 1945 года был преобразован в 3-ю гвардейскую механизированную дивизию в составе Приморского военного округа. В. Т. Обухов продолжил командовать этой дивизией.
В мае 1946 года назначен на должность заместителя командующего 10-й механизированной армией, в марте 1947 года — на должность начальника отдела боевой подготовки бронетанковых и механизированный войск — помощника Главкома сухопутными войсками по бронетанковым и механизированным войскам, в августе 1947 года — на должность командира 4-й гвардейской отдельной кадровой танковой дивизии, а в марте 1950 года — на должность командующего 4-й гвардейской механизированной армией в составе Группы советских войск в Германии.
В декабре 1951 года направлен на учёбу на высшие академические курсы при Высшей военной академии имени К. Е. Ворошилова, по окончании которых в декабре 1952 года был назначен на должность помощника командующего войсками Прикарпатского военного округа, в октябре 1953 года — на должность командующего 3-й гвардейской механизированной армией, в апреле 1957 года — на должность командующего 18-й гвардейской армией, а в апреле 1958 года — на должность заместителя начальника бронетанковых войск Вооружённых сил СССР.
Генерал-полковник танковых войск В. Обухов в сентябре 1965 года вышел в отставку. Умер 26 ноября 1975 года в Москве. Похоронен на Новодевичьем кладбище.

## Отзывы
Якубовский И. И. вспоминал о нём:

Военная судьба свела нас ещё в самом начале Великой Отечественной войны на полях Белоруссии. В. Т. Обухов командовал 26-й танковой дивизией, а я — её 51-м полком… В тех труднейших условиях комдив Виктор Тимофеевич Обухов сумел показать себя умелым, волевым организатором боя, находил разумный выход из самых критических ситуаций, которых тогда было немало. Под напором численно превосходящего противника мы отходили на восток, ведя тяжелые сдерживающие бои…

В Викторе Тимофеевиче гармонически сочетались хорошие навыки военачальника и политического работника. Образованный, культурный генерал, окончивший до войны Высшую кавалерийскую школу, Военную академию РККА имени М. В. Фрунзе, он быстро «переквалифицировался» на танковые войска в предвоенный период. Нас, людей, знавших В. Т. Обухова по фронтовым дорогам, всегда восхищали его непреклонная воля и душевность, способность быстро и уверенно оценивать обстановку, принимать наиболее целесообразные решения.— Якубовский И. И. Земля в огне.

## Награды
- Медаль «Золотая Звезда» (№ 3956, 4.7.1944);
- Три ордена Ленина (25.10.1943; 4.07.1944; 21.02.1945);
- Четыре ордена Красного Знамени (29.04.1943; 3.11.1944; 24.06.1948; 28.10.1967);
- Орден Суворова I степени (23.8.1944);
- Орден Красной Звезды (1.01.1963);
- Орден Трудового Красного Знамени Узбекской ССР (22.02.1928);
- Медаль «За боевые заслуги» (17.11.1939);
- Другие медали;
- Наградное оружие за Гражданскую войну;
- Иностранные награды.

Почётные звания
- Почётный гражданин городов Вильнюс (Литва), Актюбинск (Казахстан), Золотоноша (Черкасская область, Украина), Сморгонь (Гродненская область, Белоруссия) и Тукумс (Латвия).

## Воинские звания
- Полковник (16.12.1935);
- Комбриг (4.11.1939);
- Генерал-майор (4.6.1940);
- Генерал-лейтенант танковых войск (5.11.1943);
- Генерал-полковник танковых войск (8.8.1955).

## Память
- В Вильнюсе одна из улиц города носила имя В. Обухова (ныне — Карейвю (лит. Kareivių g.; Солдатская)).
- Экспозиция в Белорусском государственном музее истории Великой Отечественной войны. В 1967 году В. Т. Обухов передал в фонды музея вещи, которые напоминали о днях, проведённых в боях за Советскую Белоруссию. Среди них есть его талисман. Ещё в оборонительных боях под Могилёвом фашисты подбили танк Виктора Тимофеевича: генерал снял с боевой машины часы и хранил всю войну как ценную реликвию. В постоянной экспозиции музея зала № 8 «Разгром фашистской Германии, её союзников и милитаристской Японии» можно увидеть портрет Героя и раритетные экспонаты. В.Т. Обухов передал в музей свою книгу «Ради нашего счастья». Это были воспоминания о его боевой молодости. На одной из страниц – дарственная надпись. Написано: «Трудящимся города Минска, тем, кто посетит Музей Великой Отечественной войны, Музей подвигов и боевой славы нашего многострадального государства. На земле Белоруссии я начинал громить фашистов в 1941 году и добил их здесь в 1944 году. Генерал-Полковник танковых войск. Герой Советского Союза подпись В. Обухов, 12 февраля 1973 г.»[2].

## Мемуары
- Обухов В. Т. Ради нашего счастья. — М.: Воениздат, 1972.